# Isaac Cuenca
Isaac Cuenca (sinh ngày 27 tháng 4 năm 1991) là một cầu thủ bóng đá người Tây Ban Nha.

## Sự nghiệp câu lạc bộ
Isaac Cuenca đã từng chơi cho Sagan Tosu.